# Royal Cathcart
Royal Jenesen Cathcart (* 8. April 1926 in Canute, Oklahoma; † 5. Februar 2012 in Newport Beach, Kalifornien) war ein US-amerikanischer American-Football-Spieler auf der Position des Halfbacks und späterer NFL-Schiedsrichter.

## Karriere

### Spieler
Seine professionelle Footballkarriere begann er im Jahr 1950 bei den San Francisco 49ers in der National Football League, welche er nach lediglich zwei Einsätzen nach nur einer Saison wieder beendete.

### Schiedsrichter
Cathcart begann im Jahr 1971 seine NFL-Laufbahn als Schiedsrichter. Er bekleidete die Positionen des Line Judge und Side Judge.
Er war Line Judge im Pro Bowl 1975.
Zum Ende der Saison 1986 trat er als Schiedsrichter zurück.
Er trug die Uniform mit der Nummer 16.